# Teuchitlán
Teuchitlán est un village et une municipalité de l'État de Jalisco au Mexique.
La municipalité a 9 608 habitants en 2015.
Elle est connue principalement pour le site archéologique de Guachimontones et pour avoir donné son nom à la culture de Teuchitlan.

## Héraldique
On trouve dans le blason de la municipalité, de haut en bas :
- deux glyphes de l'« homme aux oiseaux » qui symbolise Ehecatl, dieu du vent et divinité principale de la culture de Teuchitlan étudiée par l'anthropologue Phil C. Weigand ; l'importance donnée au vent, facteur de pluie et de sécheresse à la fois, témoigne d'une forme de dualisme fondamental dans les cultures mésoaméricaines ;
- la devise de la municipalité : « travail, histoire et foi » ;
- des plants de maïs et de canne à sucre en tant que produits essentiels de l'économie locale ;
- la pyramide conique « La Iguana », caractéristique du site archéologique de Guachimontones et de la culture de Teuchitlan ;
- l'aqueduc qui alimentait la fabrique de mezcal de l'hacienda de Las Fuentes ; ses nombreuses arches figurent les villages de la municipalité : Teuchitlán, La Estanzuela, La Mora, El Amarillo, La Vega, etc. ;
- le glyphe de l'eau, coloré en bleu, qui symbolise le lac de barrage de La Vega ainsi que toutes les sources et cours d'eau de la municipalité.

Le blason n'a qu'un seul ornement extérieur : le nom Teuchitlán.
Il a été adopté le 13 août 2002 par la municipalité.

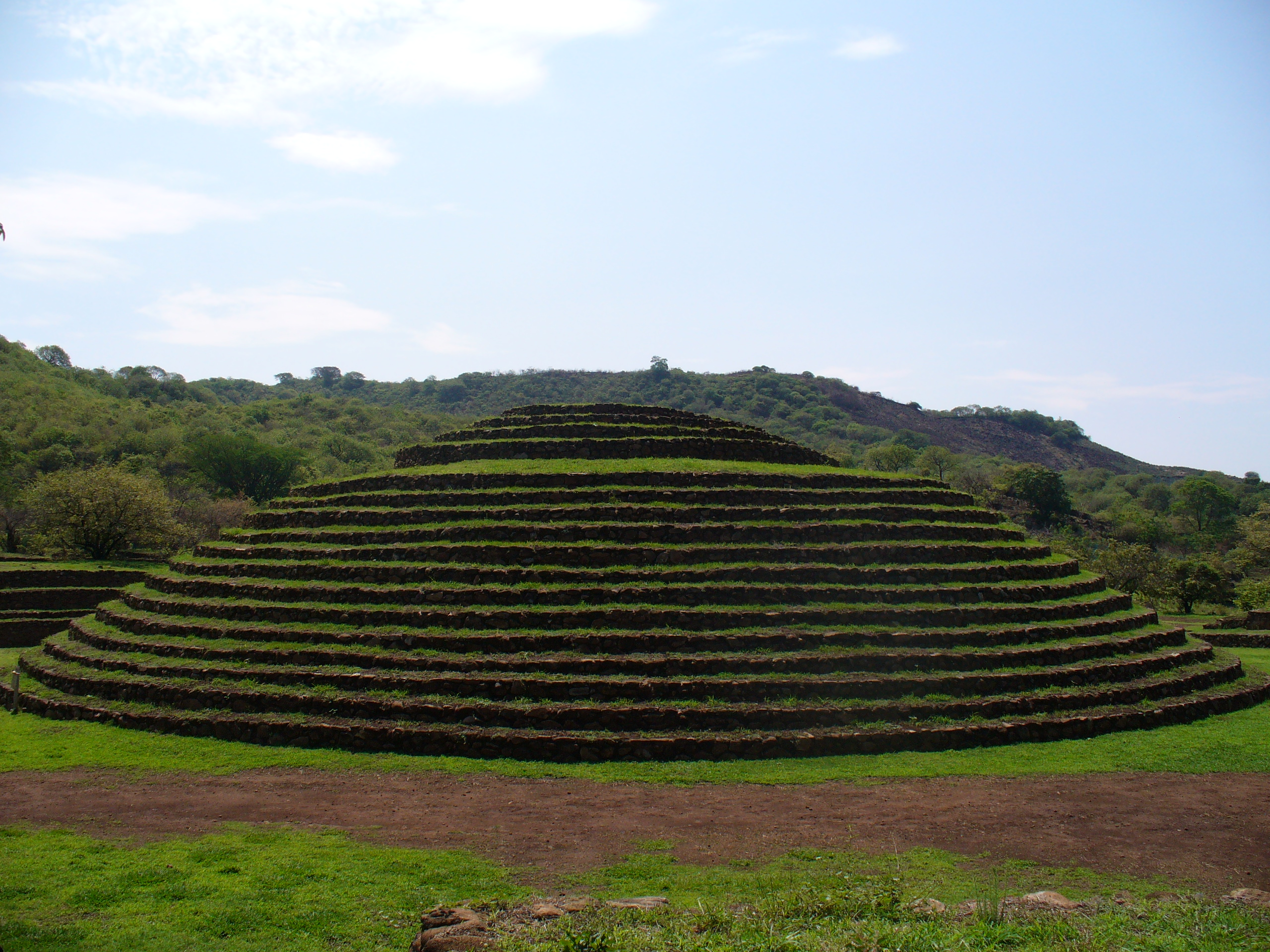
Pyramide « La Iguana ».
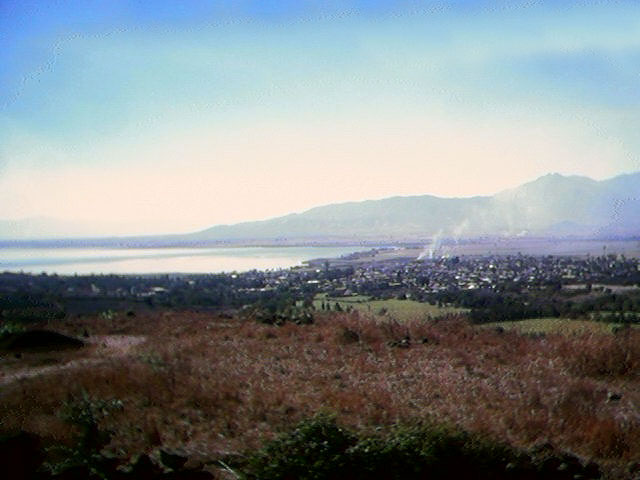
Village et lac.

## Géographie
La municipalité est située à 1 300 m d'altitude dans la région Valle au centre de l'État de Jalisco, à environ 60 km à l'ouest de Guadalajara et une vingtaine de kilomètres au sud du volcan de Tequila.
| Ahualulco de Mercado | (vers Tequila)     | Amatitán |
|                      | Teuchitlán         | Tala     |
| Ameca                | San Martín Hidalgo |          |

L'essentiel du territoire est plat ou peu accidenté avec des collines.
La majorité des terres est utilisée pour l'élevage (volailles, bovins, chèvres, porcins, ruches, etc.) et en second lieu pour l'agriculture (canne à sucre, maïs et agave).
Toutes les cours d'eau de la municipalité se jettent dans le lac de barrage de La Vega et de là dans l'Ameca.
Le poisson Ameca splendens qui tient son nom de l'Ameca vivait aussi dans la rivière Teuchitlán avant son extinction à l'état sauvage. Le poisson Zoogoneticus tequila qui est originaire de la même zone, n'y existe plus qu'en très petit nombre, il est considéré comme en danger critique d'extinction dans le classement de l'UICN.
La température moyenne annuelle est de 21 °C.
Les vents dominants varient selon les saisons.
Les précipitations annuelles moyennes dépassent 1 000 mm.
Il pleut principalement de juillet à septembre.
Il y a moins de 10 jours de gel par an en moyenne.

## Histoire

### Époque préhispanique

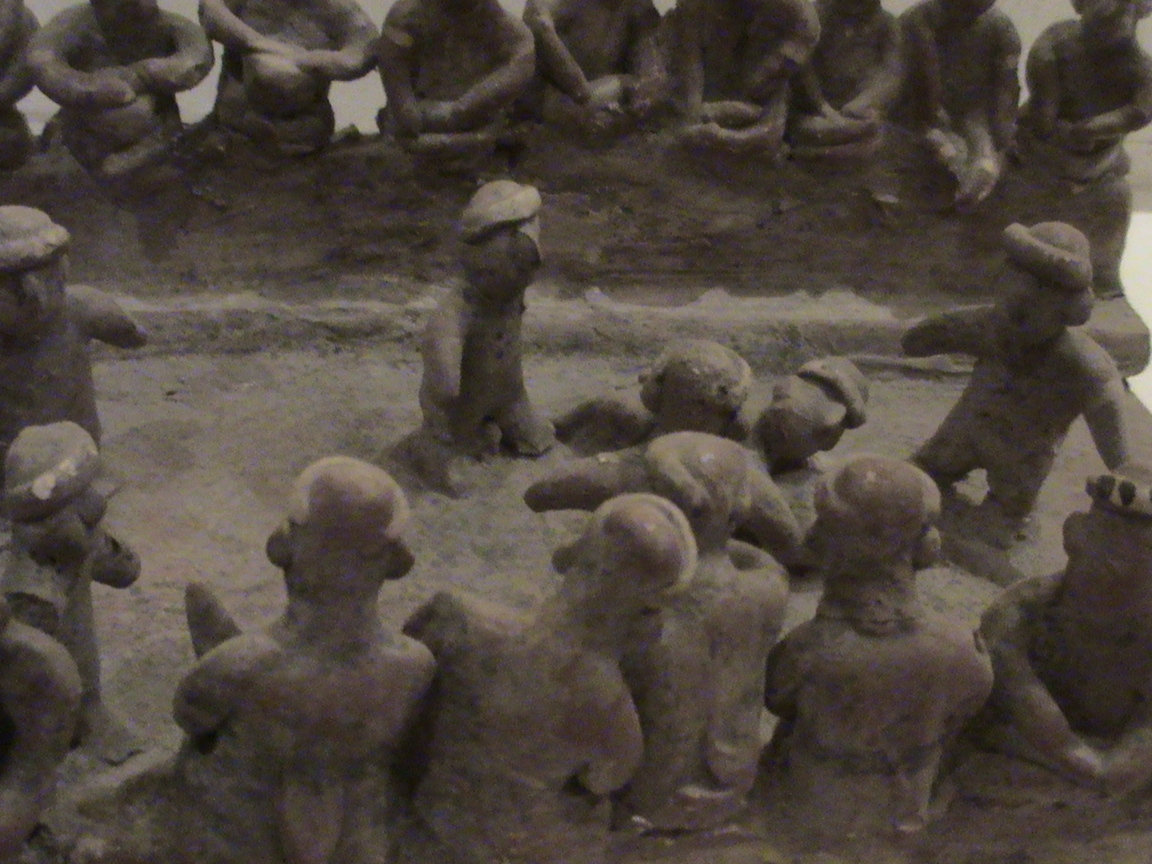
Jeu de balle (détail).).

Carte des sites archéologiques associés à la culture des tombes à puits. Cours de l'Ameca et du río Grande de Santiago.

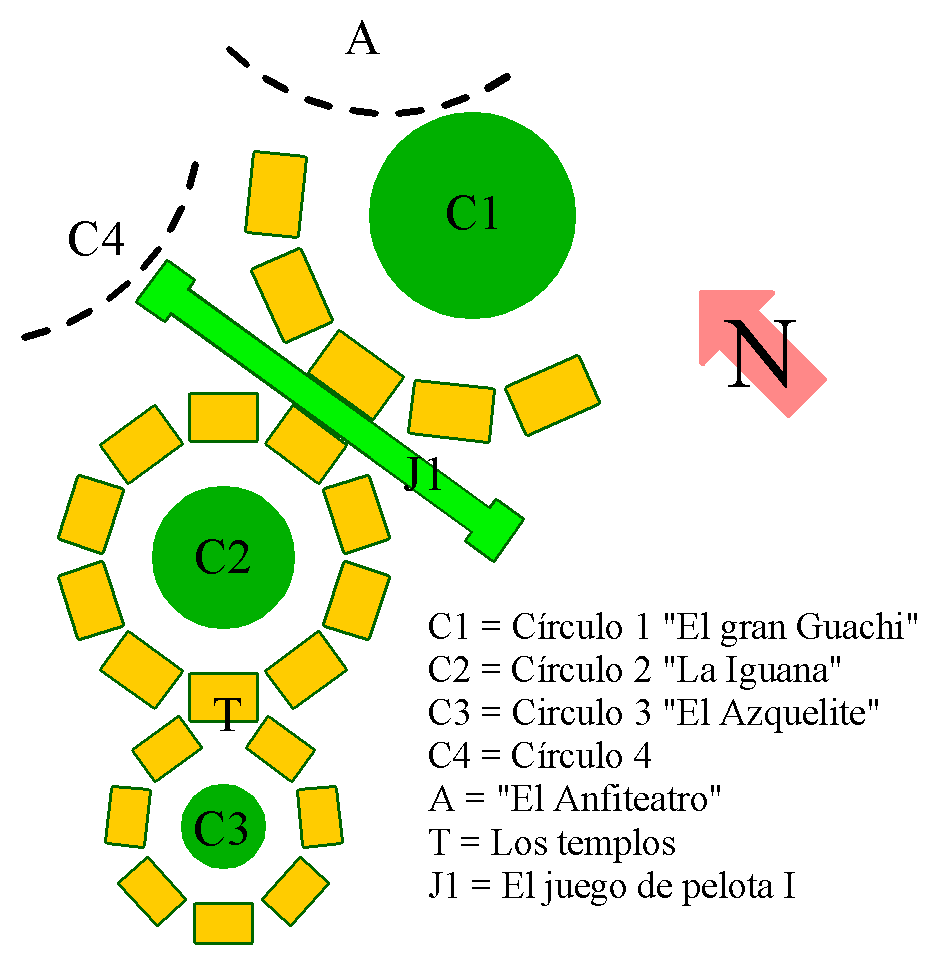
Plan schématique du site archéologique de Guachimontones.

Le site archéologique de Guachimontones, fouillé depuis 1999, est un centre cérémoniel et une ancienne cité préhispanique comprenant de nombreuses petites structures, des podiums et au moins un jeu de balle ainsi qu'une dizaine de structures circulaires entourant des pyramides coniques très caractéristiques.
Les premières traces de cette architecture apparaissent dès 300 av. J.-C. et font suite à la culture des tombes à puits mais la culture de Teuchitlan (en espagnol : tradición Teuchitlán) ne prend son essor que vers 200 ou 300 apr. J.-C. à la fin de la période préclassique.
Les habitants sont des agriculteurs qui utilisent l'obsidienne pour la fabrication d'outils et la sculpture.
Ils maintiennent un important système d'irrigation.
Aux environs de 900 apr. J.-C., les ensembles concentriques laissent subitement la place à une architecture rectangulaire et la culture de Teuchitlan disparaît, peut-être du fait d'une expansion du Royaume tarasque.
Les populations nahuatl arrivent dans la région au Xe siècle.
La fondation d'une ville, sur la colline de Guachimontón au nord du chef-lieu moderne, remonte aux Aztèques[à vérifier]. Le nom de Teuchitlán dérive de Teotzitlán ou Teutzitlán qui signifierait « lieu dédié à la divinité ».

### XVIeauXVIIIesiècle
À la veille de la conquête espagnole, Teuchitlán est un cacicazgo (caciquat) dépendant d'Etzatlán.
La rivière Teuchitlán sert de frontière entre la Nouvelle-Galice et la Nouvelle-Espagne à l'époque de la première organisation territoriale de la vice-royauté du Mexique (1531-1786).

### Entrée au patrimoine mondial
Le site archéologique de Guachimontones et ses alentours sont entrés en 2006 dans la liste du patrimoine mondial de l'Unesco en tant que partie sud du site « Paysage d'agaves et anciennes installations industrielles de Tequila ».
La partie nord du site « Paysage d'agaves et anciennes installations industrielles de Tequila », beaucoup plus vaste que la partie sud, s'étend dans la vallée de Tequila et d'Amatitán, entre le volcan de Tequila et le canyon du río Grande de Santiago. L'agave bleu de la région sert à fabriquer des textiles et produire des boissons fermentées depuis 2 000 ans au moins. Le cœur d'agave (ananas) fermenté puis distillé produit la tequila depuis le XVIe siècle.
La zone Teuchitlán/Guachimontones figurait d'autre part dans la liste de l'observatoire mondial des monuments (2008) des 100 bâtiments et chefs-d'œuvre de l'architecture parmi les plus menacés en 2008.

## Démographie
La municipalité compte 9 088 habitants en 2010, pour une superficie de 285,53 km2, dont 58 % de population rurale.
Elle comprend 17 localités dont les plus importantes sont le chef-lieu Teuchitlán (3 774 habitants en 2010), La Estanzuela (2 199 habitants en 2010), La Vega (1 663), La Mora (693) et El Amarillo (596).
Au recensement de 2015, la population de la municipalité passe à 9 608 habitants.

## Points d'intérêt
Un centre archéologique est en cours d'aménagement sur le site de Guachimontones[réf. souhaitée].
La région est connue aussi pour ses paysages.
On y produit des sandales huaraches et des poteries artisanales.

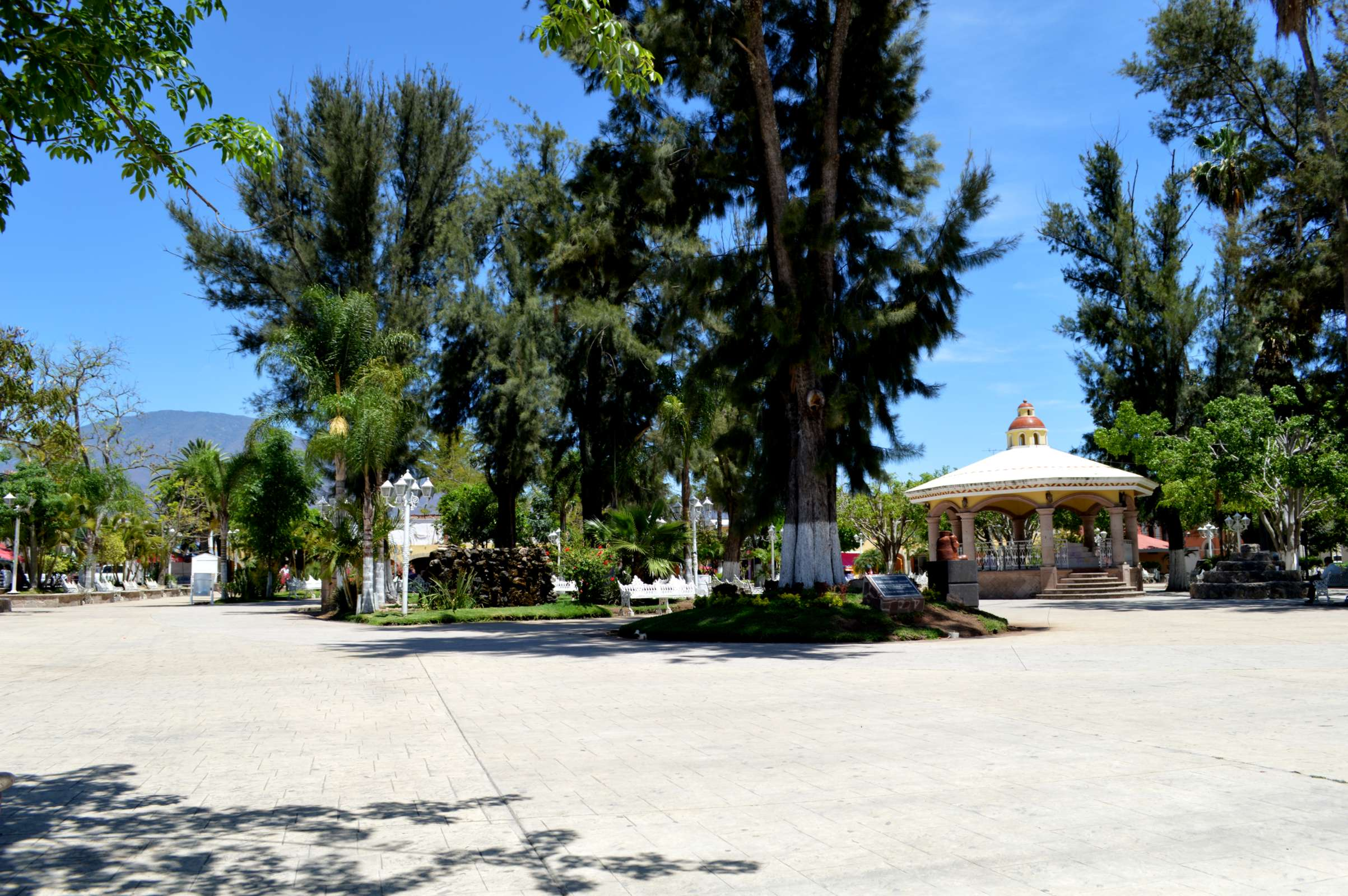
Place principale de Teuchitlán.
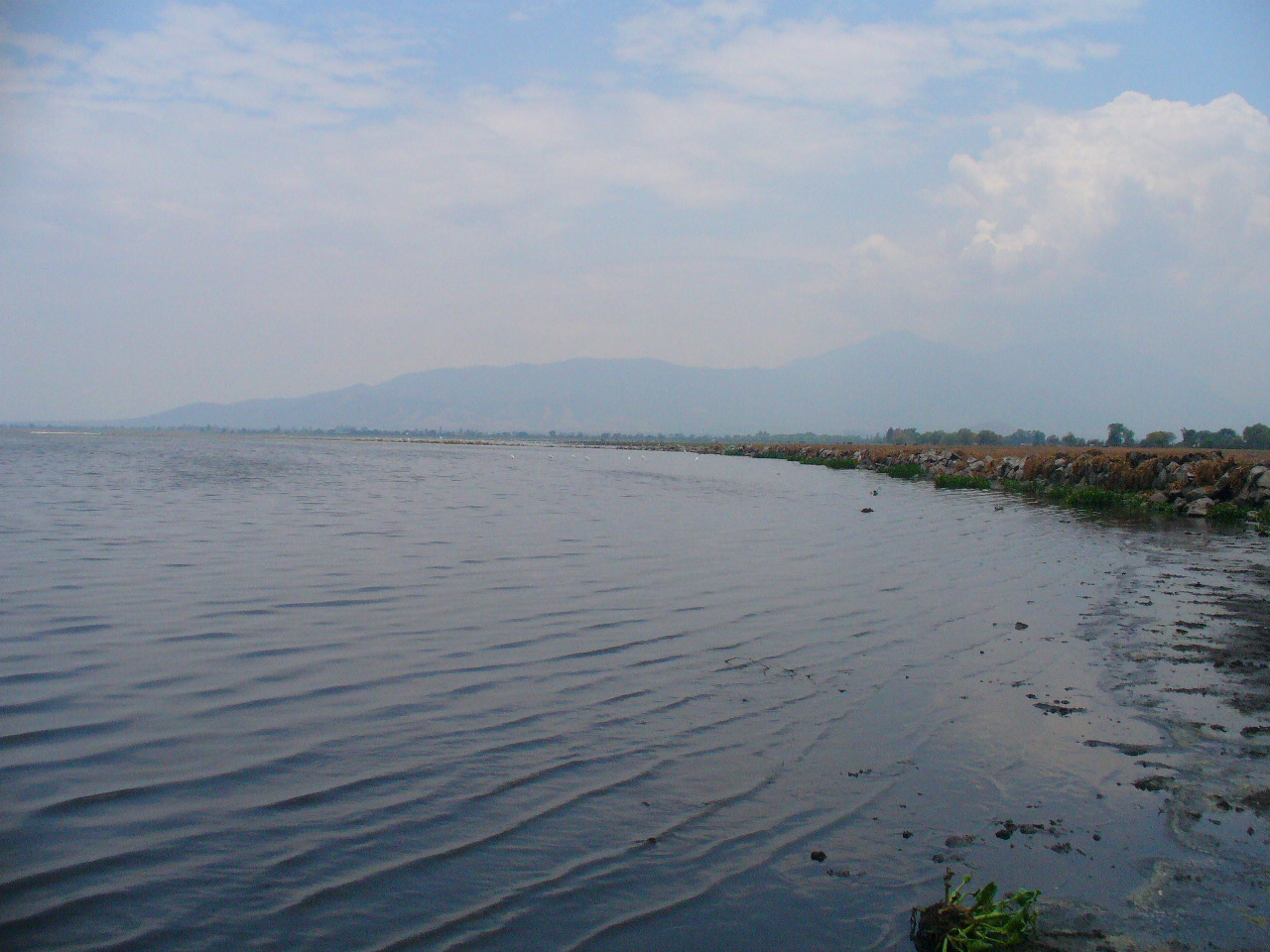
Lagune de Teuchitlán.
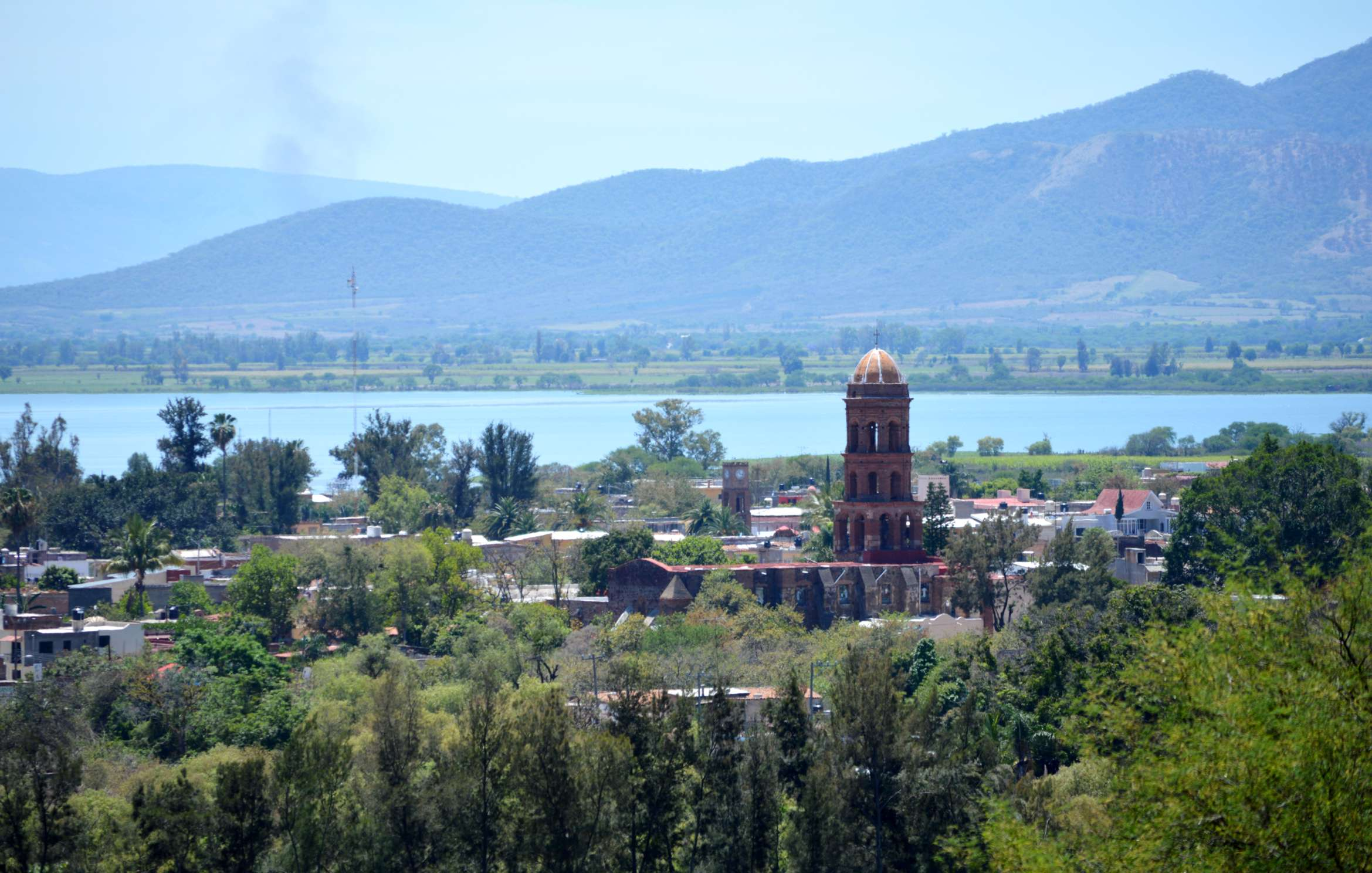
Panorama.